# سباحة (رياضة)
رياضة السباحة هي أن يسبح الرياضي في المياه لغرض المنافسة. وتعتبر السباحة نشاطاً يمارس بشكل كبير للترفيه وكذلك كرياضة عالمية، وأولمبية.
كما أن هناك العديد من الفوائد للرياضة، بالإضافة إلى المخاطر حين لا يكون السباح حذراً.

## أنواع رياضة السباحة
- السباحة الحرّة: يسبح فيها الشخص بالأسلوب أو الطريقة التي يحبها.
- سباحة الصدر: يلامس فيها صدر السبّاح الماء، وتكون كتفاه على خط مستقيم واحد مع سطح الماء، ويظهر جزء من رأسه فوق الماء، ويقوم بإخراج فمه بين الحين والآخر للتنفس.
- سباحة الظهر: يدفع السبّاح حائط المسبح بواسطة قدميه في البداية، وكذلك خلال الدوران، كما يقوم بالسباحة على ظهره فقط.
- سباحة الفراشة: يضرب السبّاح الماء بواسطة ذراعيه إلى الأمام وفوق سطح الماء، ثم يبدأ بدفع الماء إلى الخلف، ويكرر نفس الحركة بشكل مستمر ومتواصل.[4]

## فوائد السباحة
- تساعد على حرق الدهون المتراكمة في الجسم.
- تلعب دوراً كبيراً في تقوية المفاصل.
- تعلّم التحكم بالتنفس.
- تساهم في مرونة عضلات الجسم المختلفة، كما تساعد على بناء وتقوية العضلات.
- تعمل على الحدّ من التوتر النفسي، خاصة إذا تمت ممارستها تحت أشعة الشمس، فذلك يساعد على القضاء على المشاعر السلبية والاكتئاب والحزن.
- تساهم في حدوث توازن بمعدلات ضغط الدم.
- تقلل من خطر الإصابة بمرض السكري.
- تقوي من أداء الرئتين.[4]
- حرق السعرات الحرارية: حيث يحرق شخص بوزن 72,5 كغ ما يقارب 423 سعرة حرارية في الساعة أثناء تمرين سباحة معتدل أو قليل السرعة. ويمكن للشخص نفسه حرق 715 سعرة إذا زاد من قسوة التمرين. أما شخص بوزن 90 كغ فيحرق في نفس شروط التمرين السابق بين 528 و 892 سعرة حرارية في الساعة، وشخص بوزن 108 كغ من 632 إلى 1,086 سعرة في الساعة.
- تحسين النوم.
- تحسين المزاج: فقد عاين فريق من الباحثين مجموعة صغيرة من المرضى المصابين بالخرف، ولاحظوا تحسناً في مزاجهم بعد اجتيازهم لبرنامج تمارين مائية استمر 12 أسبوعا.
- تفيد المصابين بالتصلب اللويحي (MS): ربما يجد المصابين بالتصلب المتعدد (MS)، ويسمى أيضا بـ اللويحي ، بأن للسباحة فوائد بالنسبة لهم.  ويجعل الماء الأطراف تطفو، مما يدعم حركتها أثناء التمرين، ويوفر أيضا عامل مقاومة لطيف. وفي إطار إحدى الدراسات، أظهر برنامج للسباحة استمر لـ 20 أسبوعا أن الآلام لدى المصابين بالتصلب اللويحي قد خفّت بدرجة فارقة. وكذلك فإن المرضى أظهروا تحسناً في الأعراض مثل الإرهاق، الاكتئاب، والإعاقة.
- السباحة آمنة خلال الحمل: ويمكن للنساء الحوامل وأجنتهم أيضا أن يجنوا ثمار هذا النشاط. وفي دراسة على الحيوانات، أظهرت فئران حديثة الولادة أن التمارين المائية التي خضعت لها أمها خلال الحمل غيرت في تطور بنيتها الدماغية. ويظهر أن السباحة قد تقي المولود من إحدى المشاكل العصبية المركبة التي تنتج عن نقص التروية والأكسجة في الأعصاب (neurological Hypoxia-Ischemia)، ولكن المزيد من الدراسات مطلوبة.[5]

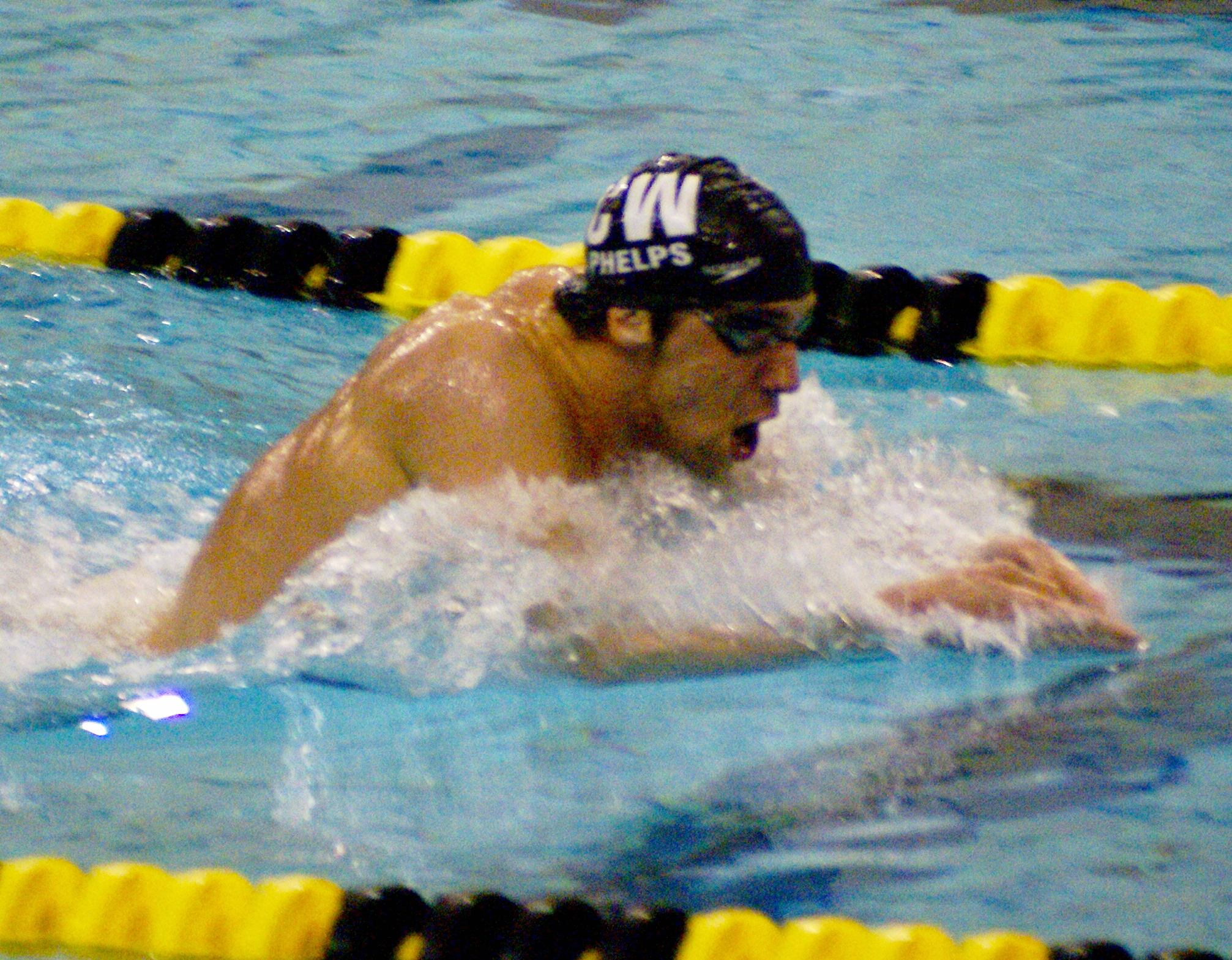
فليبس خلال مشاركاته بالسباحة 400 متر.

## وصلات خارجية
- International Swimming Federation - the international governing body.